# Jane Bernigau
Jane Gerda Bernigau (ur. 5 października 1908 w Żaganiu, zm. 1992) – niemiecka nadzorczyni SS (SS-Aufseherin) w nazistowskich obozach koncentracyjnych, zbrodniarka wojenna.

## Życiorys
Urodziła się w Żaganiu. Karierę obozową zaczęła w 1938 roku, gdy dołączyła do personelu w obozie Lichtenburg. Dostrzeżono jej poświęcenie w tym obozie i awansowano na Oberaufseherin. W 1939 roku przeniesiono ją do Ravensbrück. W tym obozie szkoliła przyszłe strażniczki w obozach koncentracyjnych, np. Johannę Bormann. Była również główną strażniczką w Gross-Rosen. Otrzymała Wojenny Krzyż Zasługi II klasy z mieczami w 1943. W 1944 roku przeniesiono ją do Mauthausen-Gusen, by nadzorowała więźniarki. Wkrótce została przeniesiona do podobozu Mauthausen w St. Lamprecht. Stamtąd ewakuowano ją do obozu głównego w związku z nadciągającymi wojskami amerykańskimi. Po wojnie udało jej się zbiec z obozu. Nigdy nie została postawiona przed sądem, by odpowiedzieć za popełnione zbrodnie. Była jednakże kilkakrotnie przesłuchiwana, m.in. w 1969 i 1976 roku.